# Ineke Visser
Ineke Visser (Den Haag, 6 september 1947) is een Nederlands kunstenares.
Van 1965 tot 1970 volgde zij de Koninklijke Academie van Beeldende Kunsten te Den Haag, richting beeldhouwen en monumentaal.
In onder andere Den Haag, Rotterdam, Leidschendam en Amstelveen staan kunstwerken van haar in de openbare ruimte.

## Fotogalerij

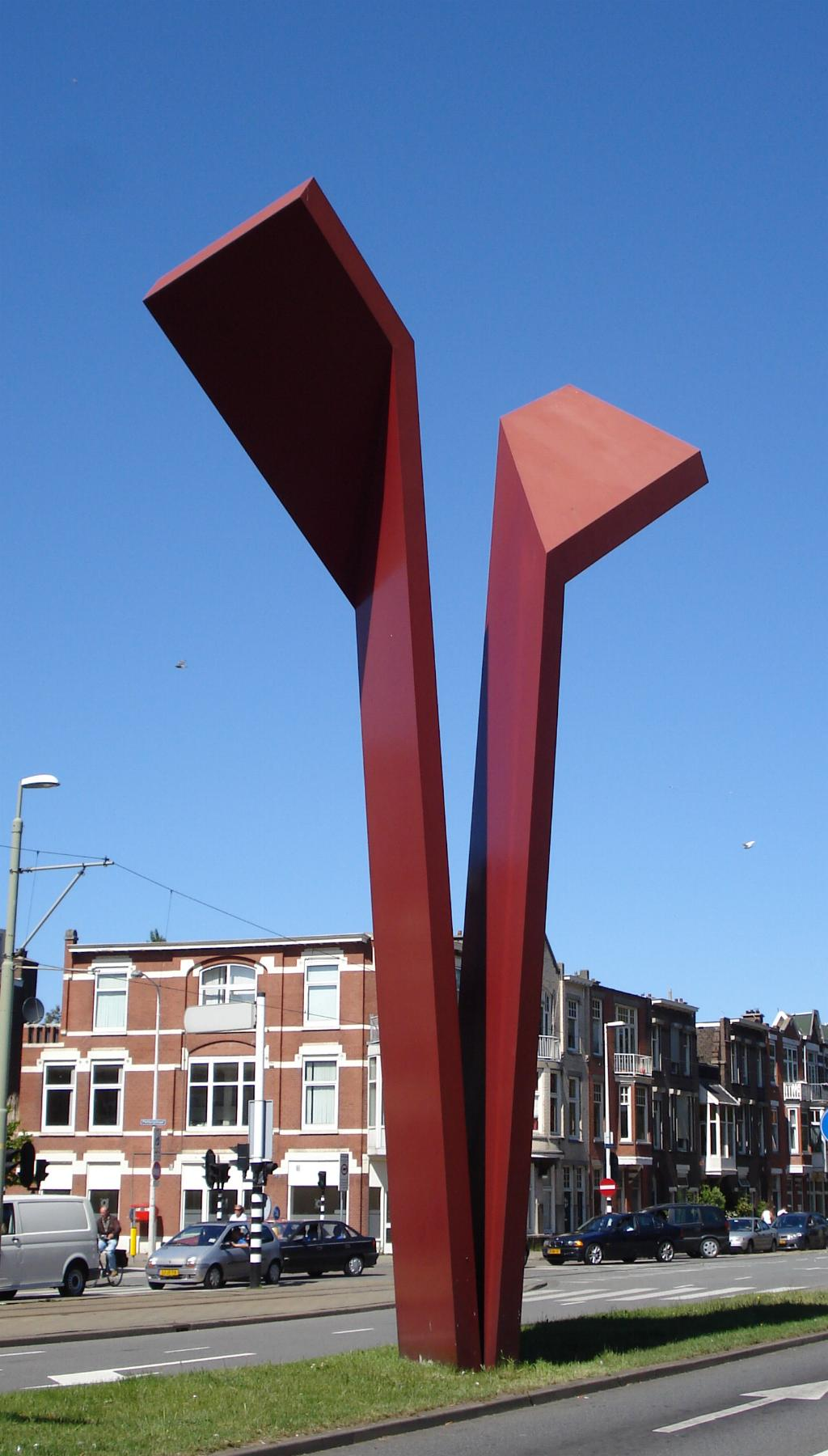
Zonder titel. Den Haag, Schenkviaduct
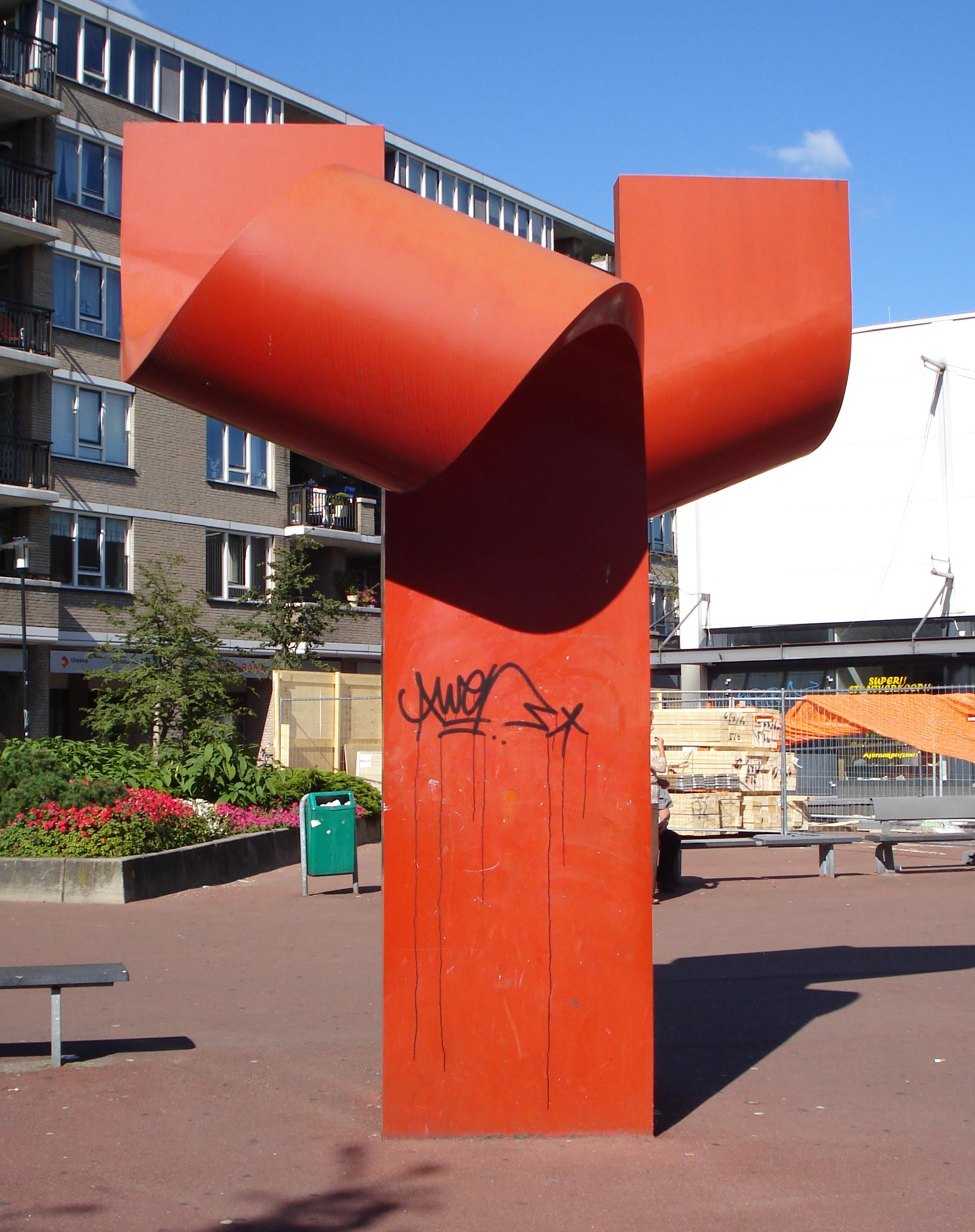
Gekrulde linten. Rotterdam Alexanderpolder
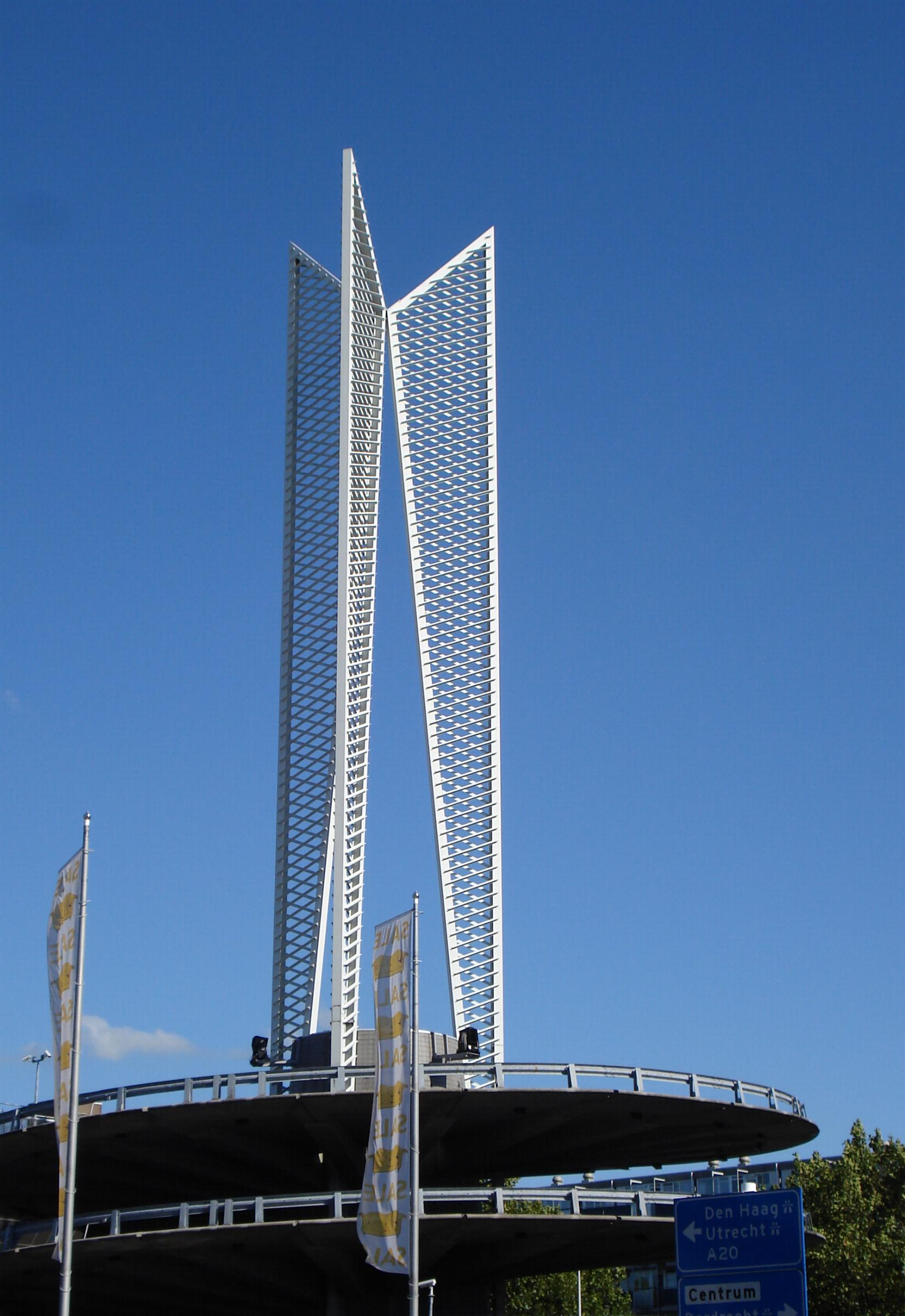
Rotterdam, Alexandrium III.
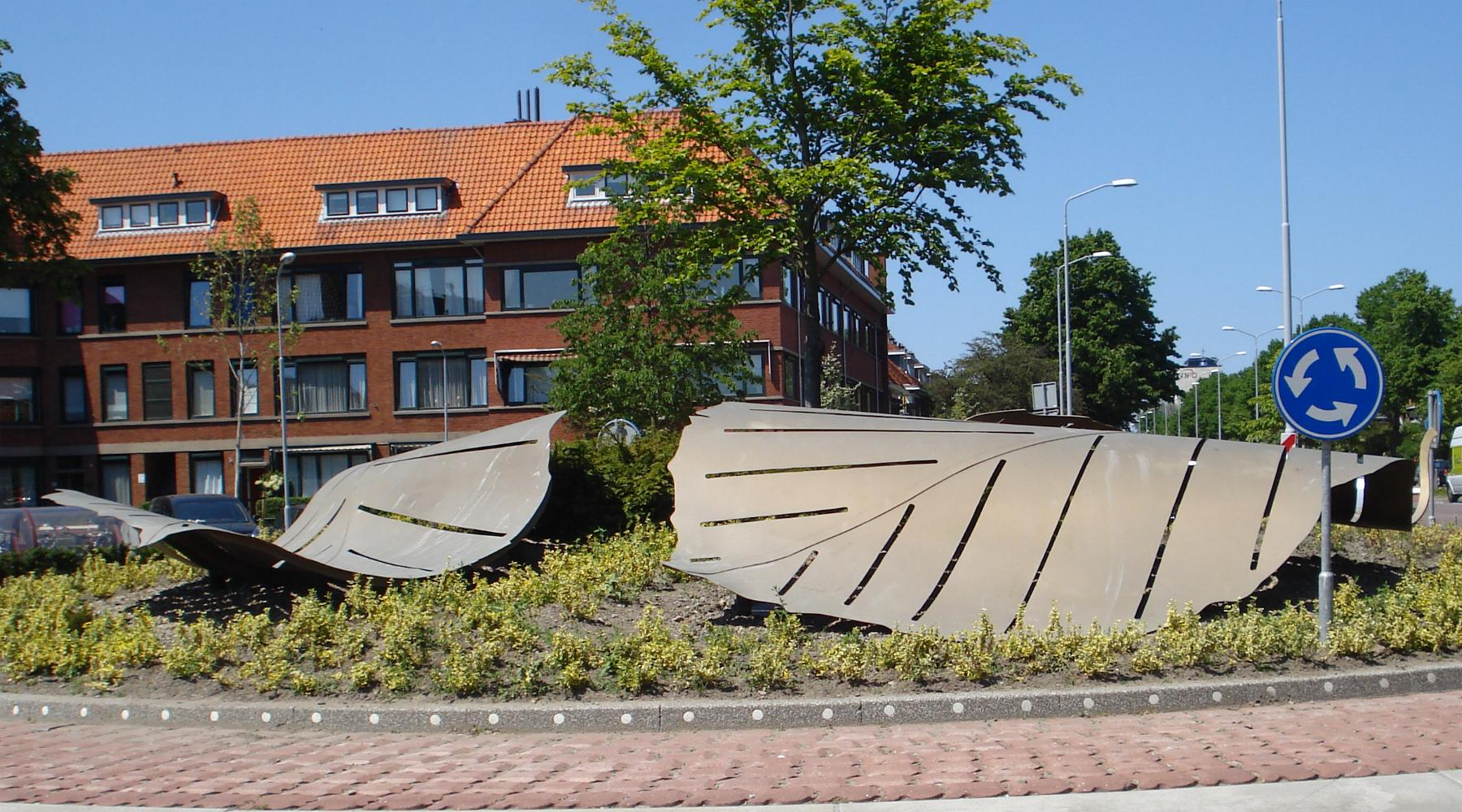
Beukenbladeren. Voorburg, Potgieterlaan.